# 眼形隐板石鳖
眼形隐板石鳖（学名：Cryptoplax oculata）是隱板石鱉屬的一种，舊屬新石鳖目毛肤石鳖科，今屬新石鳖亞綱石鳖目隱板石鱉科。

## 分佈與棲息地
主要分佈於南中国海的西沙及海南島南岸，常栖息在珊瑚礁。